# Protodrilus spongioides
Protodrilus spongioides är en ringmaskart som beskrevs av Pierantoni 1903. Protodrilus spongioides ingår i släktet Protodrilus och familjen Protodrilidae. Arten har ej påträffats i Sverige. Inga underarter finns listade i Catalogue of Life.